# Sistema sanitario soviético
El Sistema sanitario soviético fue concebido por el Comisariado del Pueblo para la Salud en 1918. El cuidado de la salud debía ser controlado por el estado y se le proporcionaría gratuitamente a sus ciudadanos, lo que en ese momento era un concepto revolucionario. El artículo 42 de la Constitución soviética de 1977 otorgó a todos los ciudadanos el derecho a la protección de la salud y al libre acceso a cualquier institución de salud en la URSS.

## Período soviético
Los bolcheviques anunciaron en 1917 que se requiere una "legislación sanitaria integral", así como el suministro de agua potable, la canalización nacional y la supervisión sanitaria de las empresas comerciales e industriales y las viviendas residenciales. El Congreso de la Unión de Enfermeras de toda Rusia se fundó en 1917 y en 1918 tenía 18,000 miembros en 56 sucursales. El Comisariado del Pueblo de Trabajo anunció una lista amplia y completa de beneficios cubiertos por los fondos de la seguridad social en octubre de 1917, incluyendo accidentes y enfermedad, atención médica y licencia de maternidad, pero fondos, que se suponía los empleadores no estaban disponibles. En diciembre de 1917, los beneficios estaban restringidos a los asalariados. El seguro social se reorganizó como un plan de beneficios de enfermedad y accidentes de cinco niveles que en principio incluía atención médica y tratamiento médico en octubre de 1918. Hubo problemas continuos en recaudar contribuciones de los empleadores que continuaron al menos hasta 1924.
En 1918 se estableció el Comisariado del Pueblo de Salud Pública. Un Consejo de Departamentos Médicos se estableció en Petrogrado. Nikolái Semashko fue nombrado Comisario del Pueblo para la Salud Pública y desempeñó ese cargo hasta 1930. Sería "responsable de todas las cuestiones relacionadas con la salud de las personas y el establecimiento de todas las reglamentaciones (relacionadas con ella) con el objetivo de mejorar los estándares de salud. de la nación y de abolir todas las condiciones perjudiciales para la salud "de acuerdo con el Consejo de Comisarios del Pueblo en 1921. Estableció nuevas organizaciones, a veces reemplazando a las antiguas: la Unión Federada de Trabajadores Médicos de Rusia, la Junta Sanitaria Militar, el Instituto Estatal de Higiene Social, la Atención de Emergencia de Petrogrado Skoraya y la Comisión de Psiquiatría.
En 1920 se creó el primer hogar estatal de descanso para trabajadores, seguido en 1925 por el primer centro de salud del mundo, en Yalta, para trabajadores agrícolas.
La mayoría de las farmacias y fábricas farmacéuticas fueron nacionalizadas en 1917, pero no fue un proceso uniforme. En 1923, el 25% de las farmacias todavía eran de propiedad privada. Hubo una gran dependencia de medicamentos e ingredientes importados. El 70% de todos los productos farmacéuticos y el 88% de los medicamentos se produjeron localmente en 1928. Se establecieron escuelas locales de farmacia en muchas ciudades.
En 1923 había 5440 médicos en Moscú. 4190 fueron médicos estatales asalariados. 956 fueron registrados como desempleados. Los bajos salarios a menudo se complementaban con la práctica privada. En 1930, el 17.5% de los médicos de Moscú estaban en la práctica privada. El número de estudiantes de medicina aumentó de 19,785 en 1913 a 63,162 en 1928 y 76,027 en 1932. Cuando Mijaíl Vladímirski se hizo cargo del Comisariado de Salud Pública en 1930, el 90% de los médicos en Rusia trabajaban para el Estado.
Hubo 12 institutos bacteriológicos en 1914. Se abrieron 25 más en los años hasta 1937, algunos en las regiones periféricas, como el Instituto Regional de Microbiología y Epidemiología en el sudeste de Rusia, que tenía su base en Sarátov. El servicio de emergencia, Skoraya Medical Care, revivió después de 1917. En 1927 había 50 estaciones que ofrecían asistencia médica básica a las víctimas de accidentes de tráfico y accidentes en lugares públicos y respondían a emergencias médicas. El Instituto de Atención Práctica Científica Skoraya abrió en 1932 en Leningrado con cursos de capacitación para médicos. 15% del trabajo de emergencia fue con niños menores de 14 años.
El gasto en servicios médicos aumentó de 140.2 millones de rublos por año a 384.9 millones de rublos entre 1923 y 1927, pero la financiación desde ese punto apenas se mantuvo al ritmo de los aumentos de población. En 1928, había 158.514 camas de hospital en áreas urbanas. 59,230 en áreas rurales, 5,673 camas de centros médicos en áreas urbanas y 7,531 en áreas rurales, 18,241 camas de maternidad en áreas urbanas y 9,097 en áreas rurales. 2000 nuevos hospitales se construyeron entre 1928 y 1932. El Gosplán proyectó que el gasto en salud sería el 16% del presupuesto total del gobierno en 1929.

## Sistema Semashko
| País           | Años |
| -------------- | ---- |
| España         | 76,2 |
| Estados Unidos | 74,5 |
| RSFS de Rusia  | 67,2 |
| Tailandia      | 67,1 |

La Rusia soviética tenía un modelo de atención sanitaria totalmente socialista: el sistema Semashko, con un sistema centralizado, integrado y organizado jerárquicamente, con el gobierno proporcionando asistencia sanitaria financiada por el Estado a todos los ciudadanos. Todo el personal de salud eran empleados estatales. El control de las enfermedades transmisibles tenía prioridad sobre las no transmisibles. En general, el sistema soviético tendía a la atención primaria y ponía mucho énfasis en la atención especializada y hospitalaria. El modelo Semashko ha sido considerado como un "sistema coherente y rentable para hacer frente a las necesidades médicas de su propio tiempo".
El modelo integrado logró un éxito considerable en el tratamiento de enfermedades infecciosas como la tuberculosis, la fiebre tifoidea y el tifus. El sistema de salud soviético tuvo éxito en proporcionar a los ciudadanos soviéticos una atención médica competente y gratuita y contribuyó a la mejora de la condición de salud de la nación. En la década de 1960, las expectativas de vida y salud en la Unión Soviética se aproximaban a las de Estados Unidos y otras partes de Europa. La efectividad del modelo disminuyó con la falta de inversión, y la calidad de la atención comenzó a disminuir a principios de la década de 1980, aunque en 1985 la Unión Soviética tenía cuatro veces más doctores y camas de hospital por cabeza en comparación con los Estados Unidos. La calidad de la atención médica soviética se redujo según los estándares del mundo desarrollado. Muchos tratamientos médicos y diagnósticos eran poco sofisticados y deficientes (con los médicos a menudo haciendo diagnósticos entrevistando pacientes sin realizar ningún examen médico), el nivel de atención proporcionado por los proveedores de atención médica era deficiente y existía un alto riesgo de infección por la cirugía. El sistema de salud soviético estaba plagado de escasez de equipos médicos, drogas y productos químicos para el diagnóstico, y carecía de muchos medicamentos y tecnologías médicas disponibles en el mundo occidental. Sus instalaciones tenían estándares técnicos bajos, y el personal médico se sometió a una formación mediocre. Los hospitales soviéticos también ofrecían servicios deficientes en hoteles, como comida y ropa de cama. Existían hospitales y clínicas especiales para la nomenklatura que ofrecía un nivel de atención más elevado, pero que a menudo todavía estaba por debajo de los estándares occidentales.
A pesar de duplicar el número de camas de hospital y médicos per cápita entre 1950 y 1980, la falta de dinero que se había destinado a la salud era evidentemente obvia. Algunos de los hospitales más pequeños no tenían servicios de radiología, y algunos tenían calefacción o agua inadecuadas. Una encuesta de 1989 encontró que el 20% de los hospitales rusos no tenían agua caliente por tubería y el 3% ni siquiera tenían agua fría por tubería. 7% no tenía teléfono. El 17% carecía de instalaciones de saneamiento adecuadas. Cada séptimo hospital y policlínico necesitaban reconstrucción básica. Cinco años después de las reformas descritas a continuación, el gasto per cápita en atención de salud era todavía de escasos US $ 158 por año (unas 8 veces menos que los modelos sociales europeos promedio en España, Reino Unido y Finlandia, y 26 veces menos que en los Estados Unidos. que gastó US $ 4,187 en ese momento).

## Reforma en 1991-1993

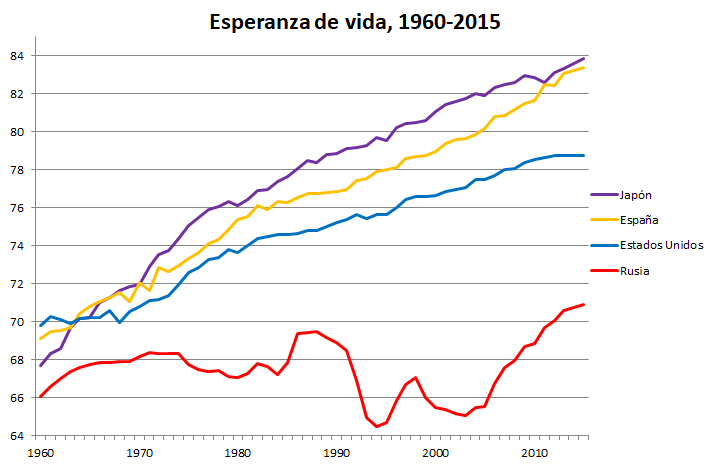
Esperanza de vida de Rusia

La nueva Rusia ha cambiado a un modelo mixto de asistencia médica con financiamiento privado y provisión que se ejecuta junto con el financiamiento y provisión estatal. El artículo 41 de la Constitución de 1993 confirmó el derecho del ciudadano a la asistencia sanitaria y médica sin cargo. Esto se logra a través del seguro médico obligatorio (OMS) en lugar de solo el financiamiento fiscal. Esto y la introducción de nuevos proveedores de libre mercado tenían como objetivo promover la eficiencia y la elección del paciente. También se esperaba que una división comprador-proveedor ayudara a facilitar la reestructuración de la atención, ya que los recursos migrarían hacia donde había mayor demanda, reducirían el exceso de capacidad en el sector hospitalario y estimularían el desarrollo de la atención primaria. Finalmente, se pretendía que las contribuciones al seguro complementaran los ingresos presupuestarios y, por lo tanto, ayudaran a mantener niveles adecuados de financiación de la asistencia sanitaria.
La OCDE informó que, desafortunadamente, nada de esto ha funcionado como se había planeado y las reformas en muchos aspectos han empeorado el sistema. La salud de la población se ha deteriorado prácticamente en todas las medidas. Aunque esto no se debe en absoluto a los cambios en las estructuras de atención de salud, las reformas han demostrado ser lamentablemente inadecuadas para satisfacer las necesidades de la nación. La prestación privada de servicios de salud no ha logrado hacer muchos avances y sigue predominando la provisión pública de atención médica.
El sistema resultante es demasiado complejo y muy ineficiente. Tiene poco en común con el modelo previsto por los reformadores. Aunque hay más de 300 aseguradoras privadas y numerosas públicas en el mercado, la competencia real por los pacientes es rara, lo que deja a la mayoría de los pacientes con poca o ninguna opción efectiva de asegurador y, en muchos lugares, tampoco tiene opción de proveedor de atención médica. Las compañías de seguros no se han desarrollado como compradores activos e informados de servicios de atención médica. La mayoría son intermediarios pasivos, ganando dinero simplemente canalizando fondos de fondos regionales de OMS a proveedores de servicios de salud.
Según Mark Britnell, el derecho constitucional a la asistencia sanitaria está "bloqueado por sistemas opacos y burocráticos de planificación y regulación", las tasas de reembolso que no cubren los costos de los proveedores y los altos niveles de pago informal para garantizar el acceso oportuno. Existe un "mosaico" de agencias federales y estatales responsables de administrar el sistema público.